# Criss-Cross
"Criss-Cross" è un album raccolta di Sonny Criss, pubblicato dall'etichetta discografica Imperial Records nel marzo del 1963.

## Tracce
Lato A
1. Willow Weep for Me – 3:40 (Ann Ronell) – Tratto dall'album: Jazz U.S.A. (1956)
2. Easy Living – 2:22 (Ralph Rainger, Leo Robin) – Tratto dall'album: Jazz U.S.A. (1956)
3. More Than You Know – 3:00 (Youmans, Rose, Eliscu) – Tratto dall'album: Jazz U.S.A. (1956)
4. Sunday – 3:50 (Ned Miller, Jule Styne, Benny Krueger, Chester Conn) – Tratto dall'album: Jazz U.S.A. (1956)
5. Something's Gotta Give – 4:35 (Johnny Mercer) – Tratto dall'album: Jazz U.S.A. (1956)
6. Alabamy Bound – 3:05 (Ray Henderson, Buddy DeSylva, Bud Green) – Tratto dall'album: Jazz U.S.A. (1956)

Lato B
1. Blue Prelude – 2:33 (Gordon Jenkins, Joe Bishop) – Tratto dall'album: Go Man! It's Sonny Criss and Modern Jazz (1956)
2. Come Rain or Come Shine – 3:00 (Harold Arlen, Johnny Mercer) – Tratto dall'album: Go Man! It's Sonny Criss and Modern Jazz (1956)
3. Sweet Georgia Brown – 2:52 (Kenneth Casey, Ben Bernie, Maceo Pinkard) – Tratto dall'album: Jazz U.S.A. (1956)
4. The Man I Love – 3:16 (Ira Gershwin, George Gershwin) – Tratto dall'album: Go Man! It's Sonny Criss and Modern Jazz (1956)
5. Love for Sale – 2:45 (Cole Porter) – Tratto dall'album: Sonny Criss Plays Cole Porter (1956)
6. I Get a Kick Out of You – 2:45 (Cole Porter) – Tratto dall'album: Sonny Criss Plays Cole Porter (1956)

- Brano: More Than You Know sull'ellepì originale accreditato a: Alfred Henry Ackley ed Robert H. Coleman
- Brani: Willow Weep for Me / Easy Living / Alabamy Bound, registrati il 26 gennaio 1956
- Brani: More Than You Know / Sunday / Sweet Georgia Brown, registrati il 23 marzo 1956
- Brano: Something's Gotta Give, registrato il 24 febbraio 1956
- Brani: Blue Prelude / Come Rain or Come Shine, registrati il 31 luglio 1956
- Brano: The Man I Love, registrato il 10 luglio 1956
- Brani: Love for Sale / I Get a Kick Out of You, registrati il 21 (o) 26 agosto 1956

## Musicisti
Willow Weep for Me / Easy Living / More Than You Know / Sunday / Something's Gotta Give / Alabamy Bound / Sweet Georgia Brown
- Sonny Criss - sassofono alto
- Kenny Drew - pianoforte
- Barney Kessel - chitarra
- Bill Woodson - contrabbasso
- Chuck Thompson - batteria

Blue Prelude / Come Rain or Come Shine / The Man I Love
- Sonny Criss - sassofono alto
- Sonny Clark - pianoforte
- Leroy Vinnegar - contrabbasso
- Lawrence Marable - batteria

Love for Sale / I Get a Kick Out of You
- Sonny Criss - sassofono alto
- Sonny Clark - pianoforte
- Larry Bunker - vibrafono
- Buddy Woodsun (o) Buddy Clark - contrabbasso
- Lawrence Marable - batteria